# Alex & Co.
Alex & Co (Alex și Trupa) a fost un sitcom italian din 2015, difuzat pe Disney Channel Italia și regizat de Claudio Norza. Seria spune povestea a cinci prieteni care încep a participa ln Institul Melsher.

## Sezonul 1
Alex & Co. îi urmărește pe prietenii din copilărie când încep liceul. Alex, un băiat deștept, iubitor de distracție, crede că liceul va fi o petrecere mare.Directorul școlii,, Ferrari- tatăl Emmei, dorește ca școala să se mențină în partea de sus a meselor academice și insistă pe elevi să se concentreze pe subiecte tradiționale, mai degrabă decât pe muzică, muzică și actorie. Alex și trupa lui
nu au altă opțiune decât să își găsească propria cale de a-și exprima creativitatea și talentele.

## Sezonul 2
Vara s-a terminat și părinții lui Alex anunță că se mută în Statele Unite. Alex nu este fericit și împreună cu fratele său mai mare Joe și prietenii lor vor încerca să rămână. Între timp, la Institutul Melsher începe un nou an și grupul abia așteaptă să petreacă din nou timp împreună. Trupa va decide să participe la The Talents, un spectacol de talente în care ar putea câștiga un contract de înregistrare și un turneu european, dar va trebui să aibă de-a face cu Linda și formația prietenilor ei, numită The Lindas.

## Sezonul 3
Începe un nou an la Melsher Institute, unde vine o elevă nouă, Clio. Fata, care ascunde un mare secret, va avea o relație încurcată cu Alex. Emma are probleme serioase cu corzile vocale și trebuie să plece în America, ca să fie operată. Asta o va ține departe de visul ei, de prietenii ei, de iubitul ei Christian și de înregistrările la casa de discuri. Când lucrurile încep să meargă bine, un artist mascat pe nume „Nobody“ începe să aibă succes pe Internet, și va strica balanța grupului. 
Acest sezon are două părți. În a doua parte Sam și Christian nu vor mai apărea. În locul lor vor veni Matt (interpretat de Luca Valenti) și Ray (interpretat de Riccardo Alemanni). Matt va fi noul iubit al Rebeccăi, care va fi personaj principal, iar Ray va fi iubitul Emmei.La fel si Nina si directorul Ferrari s-au certat. În cea de-a doua parte sora Rebeccăi, Giada o va înlocui pe Rebecca în grupul The Lindas. Ray si Emma s-au certat din cauza tatalui ei ca petrece mai mult timp cu el in afara scolii..La fel si Nina si directorul Ferrari s-au certat.
Sezonul 4-Alex și Nicole s-au reunit din nou. Alex & Co. sunt invitați la ediția specială a „The Talent World”, un spectacol în care concurenții sunt câștigătorii anotimpurilor anterioare ale The Talent la nivel mondial. Totuși, Alex și prietenii săi decid să respingă invitația de a se concentra asupra proiectelor muzicale ale casei lor de discuri. Nicole are, de fapt, un nou mare vis: să obțină noile sale versuri cântate de Bakìa, cea mai mare vedetă pop a momentului.
Alex, Nicole, Emma, Ray și Rebecca merg în vila lui Matt de ziua lui. În timpul petrecerii, Nicole descoperă că lângă casa lui Matt, Bakìa filmează un videoclip nou. Nicole încearcă să se apropie de vedeta pop, dar este victima unui accident grav. Datorită ajutorului unei fete necunoscute, Penny, Nicole este în siguranță, dar salvatorul ei a dispărut în mod misterios. Alex și prietenii săi sunt disperați: Nicole este în comă și nu se știe dacă sau când va relua. În cele din urmă Alex o găsește pe Penny și Nicole se trezește.

## Episoade
| Sezon            | Sezon   | Episoade                      | Premiera în Italia | Premiera în Italia | Premiera în România | Premiera în România |
| Sezon            | Sezon   | Episoade                      | Premiera           | Ultimul episod     | Premiera            | Ultimul episod      |
| ---------------- | ------- | ----------------------------- | ------------------ | ------------------ | ------------------- | ------------------- |
|                  | 1       | 13                            | 11 mai 2015        | 27 mai 2015        | 1 februarie 2016    | 17 februarie 2016   |
|                  | 2       | 18                            | 27 septembrie 2015 | 29 noiembrie 2015  | 10 octombrie 2016   | 2 noiembrie 2016    |
|                  | 3       | 10+10 (Italia) 9+11 (România) | 24 septembrie 2016 | 22 octombrie 2016  | 8 mai 2017          | 18 mai 2017         |
| 21 ianuarie 2017 | 3       | 10+10 (Italia) 9+11 (România) | 18 februarie 2017  | 4 septembrie 2017  | 15 septembrie 2017  |                     |
|                  | Filmul  | Filmul                        | 24 noiembrie 2016  | 24 noiembrie 2016  | 15 iulie 2017       | 15 iulie 2017       |
|                  | Special | 4                             | 26 iunie 2017      | 29 iunie 2017      | 1 octombrie 2022    | 4 octombrie 2022    |

## Tema muzicală
Melodia este compusa de Federica Camba și Daniele Coro. Numele cântecului e "Music Speaks", cântat de distribuție. În primul sezon, tema cântecului este tonul, în timp ce al doilea apare exprimate voce. Apar unele modificări în al doilea sezon, în scenele în care vedem protagoniști.

## Personaje

### Personaje principale
- Alex Leoni, jucat de Leonardo Cecchi. El are cincisprezece ani. Este un băiat bun, frumos, inteligent, și întotdeauna îi  apără pe cei care au nevoie de el. Încercarea să fie de ajutor pentru toată lumea. În primele zile ale școlii se îndrăgostește de Emma, o colegă frumoasă, care îi împărtășește sentimentele băiatului. Aproape de sfârșitul școlii, Alex își dă seama că a pierdut acel sentiment pentru Emma, dar are o emoție puternică pentru Nicole. În al doilea sezon, ei vor forma un cuplu; dar la sfârșitul sezonului se despart și Nicole iese din trupă. Tot în al doilea sezon, părinții lui Alex vor să se mute în America, dar el se împotrivește și se înscrie într-un concurs de muzică, pe care îl și câștigă. În al treilea sezon, la începutul noului an școlar, Alex trebuie să ia decizii dificile, atât în muzică, cât și în dragoste: trebuie să aleagă între Nicole, fosta lui iubită și Clio, o nouă venită. Se deghizează într-un cântăreț mascat numit "Nobody" ca să se exprime. La sfârșitul sezonului 3 va fi din nou împreună cu Nicole.
- Emma Ferrari, jucată de Beatrice Vendramin. Este fiica directorului.Aceasta este cea mai frumoasă din liceu,este bună și amabilă cu ceilalți ,iar Linda este geloasă pe ea.Alex este foarte atras de Emma și încearcă de multe ori să spună ceea ce simte față de ea.Emma nu vrea să spună că aceasta este fata directorului Ferrari.Nicole suspectează ceva la Emma și crede că ea i-a spus lui Ferrari despre locul secret,iar ea vrea să afle dacă Emma este fiica lui Ferrari.Aceasta îi spune lui Nicole că Ferrari e tatăl ei și să nu îi spună lui Alex ,deoarece vrea să îi spună ea lui ,dar Linda a aflat despre asta și a postat pe rețeaua școlii o poză cu Emma și cu Ferrari cu titlul ,,Poză cu tata”.Alex a văzut această poză și și-a dat seama că nu poate fi prieten cu fata directorului.Emma este iertată de Alex,dar acesta nu o iartă pe Nicole ,chiar dacă ea nu l-a mințit .În sezonul 3,aceasta are probleme serioase cu corzile vocale și trebuie să plece în San Diego pentru operație .Ea se întoarce acasă vindecată.Emma nu mai vrea să își continue cariera muzicală ,iar ea și cu Nicole se retrag din trupă.Nicole a scris un cântec care se numește ,,Welcome to Your show” pe care îl cântă la Blue Factory. Nicole și cu Emma le trimit un clip băieților cu ele două cântând iar acestea revin în trupă.Pe parcusul sezoanelor, Emma se îndrăgostește de Christian și devin iubiți. Barto îi strică relația cu Christian, la sfatul Lindei și al lui Tom. După aceea aceștia se împacă și sunt din nou împreună. În episodul 42 ,după ce Sam și Christian au plecat, Emma se îndră goștește de Ray, fiul Ninei.Tatăl ei, Ferrari nu este de acord cu acest lucru deoarece va crede că își va neglija studiile. Într-un episod, acesta nu o mai lasă pe Emma cu Ray. Mai târziu, aceasta va ieși cu Ray. Aceasta va avea mai multe certuri cu Ray în relația lor dar aceștia se vor împăca. Într-un final aceștia sunt împreună.
- Nicole De Ponte, jucată de Eleonora Gaggero. Timp de mulți ani, este cea mai bună prietenă al lui Alex. Este generoasă și frumoasă. Ea ia lucrurile foarte în serios și încearcă mereu să schimbe ceea ce nu a mers bine. Ea are un talent pentru muzică, dar îi este rușine să cânte în public, deși în timpul sezonului 1 va depăși această frică. În timpul verii și-a dat seama că pentru ea Alex nu mai este doar un prieten. După o luptă politică dificilă cu Linda, devine președinte al studenților, fiind singura persoana care nu se teamă de Linda, Tom și prietenii lor. Îi merge foarte bine cu Alex, Christian și Sam și, de asemenea, cu Emma, dar de mai multe ori își arată frustrarea din cauza relației dintre Emma și Alex. Însă la sfârșitul sezonului Alex își dă seama că nu mai simte nimic pentru Emma și începe să iasă cu Nicole. În al doilea sezon, Nicole este mai deschisă și mai neînfricată. Se ceartă uneori cu Alex, care este acum prietenul ei, dar ei întotdeauna se împacă. După ce a câștigat The Talent cu trupa, Nicole își dă seama că muzica nu este pasiunea ei și trebuie să decidă dacă să îl părăsească Alex sau să părăsească trupa. În final, decide să îi părăsească pe amâdoi. În prima parte a sezonului 3, Nicole este confuză cu privire la ceea ce dorește. Nu știe dacă vrea să continue cu muzica. Ea este, de asemenea, foarte confuză cu privire la sentimentele ei pentru Alex. În a doua parte, ea își urmează noua pasiune pentru scrierea versurilor de cântece și se duce într-un alt oraș pentru a studia într-o școală pentru tineri scriitori, dar se întoarce acasă după câteva luni. La sfârșit va ieși din nou cu Alex. În episodul special, aceasta s-a cățărat pe un gard deoarece a văzut-o pe Bakia. Ea a auzit un zgomot, s-a dezechilibrat și a căzut jos. Penny a găsit-o pe ea jos și a sunat la salvare. Aceasta intră în comă. La sfârșitul episoadelor speciale, Nicole se trezește din comă și ea cu Alex devin iubiți.
- Samuele "Sam" Costa, jucat de Federico Russo. Este un student muncitor, responsabil, dar timid. Are note mari și vise de a fi admis într-unul dintre cele mai bune universități, dar nu are resurse financiare, prin urmare, are locuri de muncă part-time. Nicole suferă din cauza ceea ce simte pentru Alex. În timpul primului sezon, personajul evoluează și devine din ce în ce mai curajos. Vorbește în secret cu o fată cunoscută sub numele de "Math Girl", pe care nu o cunoaște încă. În ultimul episod, pentru a strânge fonduri pentru bursa de studiu pentru Sam, Alex și trupa organizează un concert. În al doilea sezon va descoperi identitatea lui "Math Girl", dar înțelege că nu sunt făcuți unul pentru celălalt. De asemenea, în timpul celui de al doilea sezon se îndrăgostește de Rebecca și vor fi împreună. În sezonul al treilea, fiind într-o relație cu Rebecca, Sam va încerca să scoată o parte mai încrezătoare din el însuși, dar el va realiza în curând faptul că a fi tu însuți este cel mai important lucru. În Episodul 41, pleacă în străinătate datorită unei burse școlare pe care acesta o primește la Informatică ca acesta să meargă la o Universitate/Facultate de Informatică numită "Informatics and Technology" la care are sau va avea un loc de cazare la trei kilometri distanță doar și la 3000 de kilometri distanță față de liceul-Institut numit "Melsher Institute", fiind un licean pasionat de matematică, informatică dar și istorie și de geografie, dar în special din ceea ce se vede în acest serial numit "Alex și Trupa"(->"Alex&Co").
- Christian Alessi, care este jucat de Saul Nanni. Acesta este cel mai bun prieten al lui Alex, deoarece aceștia au fost prieteni din copilărie. Este întotdeauna vesel, prietenos și foarte frumos. Pentru o anumită perioadă de timp este înlocuit de Tom în rolul de căpitanul echipei, din cauza unei accidentări la picior, cauzate de către Tom însuși. Acesta este admirat de toate fetele, în special de Linda, dar el nu o vrea ca prietenă. Dă întotdeauna consiliere cu privire la dragoste lui Alex. În ultimul episod al sezonului scrie un cântec de dragoste dedicat "Iubirii lui imposibile", care este Emma. În al doilea sezon cei doi sunt împreună, cu câteva certuri de-a lungul drumului. În sezonul 3, Christian încă o mai iubește pe Emma. Este un jucător de fotbal excelent și în curând va trebui să aleagă între muzică și fotbal. După episodul 41, s-a mutat în Australia împreună cu familia sa și s-a despărțit de Emma.
- Clio Pinto, jucată de Miriam Dossena (sezonul 3) Este fata nouă din școală și cea tăcută din clasă. Ei nu îi place de Alex, iar acesta încearcă de foarte multe ori să fie prieten cu ea.În episodul 41, aceasta află că Alex este ,,Nobody” și nu mai vorbește cu el. Aceasta ascunde o poveste mai tristă:ea era o dansatoare foarte pricepută, iar fosta prietenă bună a ei a spus multe minciuni despre Clio, iar aceasta s-a înderpătat de lume și a renunțat la dans.Datorită lui Alex, ea s-a reînscris la orele de dans și a reînceput să danseze. Ivan este fostul iubit al ei, dar aceasta nu vrea să mai fie împreună cu el. Aceasta simte ceva pentru Alex.

### Personaje secundare
- Linda Rossetti, jucată de Lucrezia Roberta Di Michele. Ea este considerata regina liceului, și este iubita fostului căpitan al echipei de fotbal, Tom, dar ea se îndragostește de Christian, care nu simte la fel pentru ea. Tot timpul este însoțită de Rebecca și Samantha și este de temut pentru toate. Încearcă întotdeauna să îi saboteze pe Alex și prietenii lui. În al doilea sezon va forma o trupă împreună cu Samantha și Rebecca, care se va numi "The Lindas". Ele cântă o melodie numită "Oh My Gloss", care este o referință de la fraza Lindei, "Oh my gloss". În sezonul 3, după frustrarea de la The Talent și o perioadă de "purificare interioară" petrecută în străinătate, Linda revine la Melsher complet transformată. Acum, valorile ei sunt bunătatea, generozitatea și altruismul, dar chiar și cu noua sa personalitate, ea se va dovedi a fi aceeași Linda ca înainte.
- Tom, interpretat de Daniele Rampello. Deși este doar în al doilea an, este deja lider și fostul căpitan al echipei de fotbal. El nu-i suportă pe Alex și prietenii lui, și, ajutat de Barto și Linda, încearcă în orice mod să scape de Alex, Christian, Sam, Emma și Nicole. Pe Christian îl urăște cel mai mult, mai ales după ce a câștigat banderola de căpitan în echipa de fotbal și după ce a văzut că s-a sărutat Linda. Își dă seama că dragostea lui pentru Linda nu este reciprocă.
- Rebecca Guglielmino, interpretată de Giulia Guerrini. Ea este cea mai bună prietenă a Lindei și este luată în considerare populară (deși nu are nevoie de asta). Pentru fiecare afirmație a Lindei ea răspunde "Absolutley". În al doilea sezon ea va descoperi că este capabilă să cânte și se îndrăgostește de Sam, care va fi profesorul ei și ea îl va învăța să danseze. Ea va scrie un cântec despre povestea de dragoste pe care o are alături de Sam, cu care în cele din urmă va cânta împreună. Datorită lui Sam își dă seama că Linda a cumpărat un cântec de la faimosul Mister Smith (producător de înregistrare care a propus în primul sezon un record pentru Alex&Co) pentru The Talent. În al treilea sezon, după ce s-a certat cu Linda, a început să își facă prietenii noi și adevărați și l-a sprijinit pe Sam în toate eforturile sale. În a doua parte, ea a suferit în timp ce încerca să facă față mutării lui Sam în străinătate, dar a întâlnit un tip nou, Matt.
- Samantha Ferri, jucată de Asia Corvino. E frumosă, dar aiurită și deloc inteligentă. Ea iubește rozul și pantofii. Nimeni nu înțelege de ce a intrat în grupul The Lindas și întotdeauna încearcă să o imite pe Linda. Pentru fiecare afirmație a Lindei răspunde cu "Evident". E foarte superficială, dar îi pasă de prietenii ei.
- Barto, care este jucat de Anis Romdhane. Este bătăușul școlii, cel mai bun prieten al lui Tom. Nu îl interesează studiul și preferă să folosească violența și amenințările. Acesta e singurul mod este de a-l satisface pe  "șeful" lui, Tom.  Acesta va fi repetent și al doilea sezon va fi în clasa lui Alex și a prietenilor lui. Adoptând un plan diabolic (de a se îndrăgosti de Emma), el o să scape de Christian, doar acceptând ordinele nemiloase ale Lindei și lui Tom. În cele din urmă el se îndrăgostește de Emma. La sfârșitul sezonului este obosit de comportamentul Lindei.
- David, interpretat de Jacopo Coleschi. Apare în al doilea sezon și este bucătar adjunct la noului curs al școlii de după-amiază. Acesta se îndrăgostește de Nicole.
- Jody, gazda "The Talent" , jucat de Jody Cecchetto. Apare în al doilea sezon și este prezentatorul de la The Talent.
- Raimodo "Ray", jucat de Riccardo Alemanni. Este un fan al baschetului care se îndrăgostește de Emma când o vede pe terenul de baschet pe care joacă. Îi place și muzica de rap. Este fiul Ninei.
- Matteo "Matt", jucat de Luca Valenti. Este un prieten al trupei și un excelent pianist, care joacă în barul lui Erika. Acolo a întâlnit-o pe Rebecca și s-a îndrăgostit de ea.
- Penny Mendez, jucată de Olivia-Mai Barrett. Ea este fiica starului pop Bakia. Aceasta este fană Alex & Co dar mai ales este fana numărul 1 a lui Nicole. Penny apare în episoadele speciale a acestui show. Ea o găsește pe Nicole pe jos. Nicole a vrut să o vadă pe Bakia și s-a urcat pe un grad iar aceasta s-a dezechilibrat și a căzut. Penny a văzut-o pe Nicole căzută și a sunat la salvare. Ca să zicem, Penny a salvat-o pe Nicole.

### Profesori
- Directorul Augusto Ferrari, interpretat de Roberto Citran. Este directorul Institutului Melsher și tatăl lui Emma. Este foarte strict și nu acceptă că, în școala lui sunt efectuate alte activități în afară de studiu. Devine foarte supărat atunci când află că fiica sa este într-o trupă. La sfârșitul primului sezon, cu toate acestea, el a înțeles importanța muzicii și este mândru de fiica lui.
- Nina, jucată de Debora Villa. Ea este îngrijitorul școlii. Ea ajută întotdeauna băieții în probleme sensibile, și se include în gusturile și modalitățile de a face lucrurile lor.
- Profesorul Strozzi (Scorpionul), interpretat de Nicola Stravalaci. Este unul dintre profesorii de la Institutul Melsher și predă geografie. Este foarte strict și exigent, pentru acest lucru elevii săi îl numesc "Scorpion". Încearcă să îl saboteze pe profesorul ((**Giovanni**)) Belli. Este destinat să devină noul director, dar în cele din urmă acest lucru nu se întâmplă.
- Profesorul Giovanni Belli, jucat de Michele Cesari. Este profesor de literatură la Institutul Melsher, fiind un fost student al aceluiași institut. El este diferit de alți profesori, este mult mai distractiv, înțelege elevii, și iubește, de asemenea, muzica. El într-un moment este dat afară de la școală pentru căile lui "alternative" de a preda, dar atunci când profesorii reușesc să înțeleagă eficiența învățăturii sale, directorul îl aduce înapoi. În al doilea sezon se dovedește că a avut o relație cu mama Lindei, iar acesta din urmă se teme că poate fi tatăl ei. În al treilea sezon, va avea o logodnică, Sara.

### Familia lui Alex
- Mama lui Alex (Elena Leoni), interpretat de Elena Lietti. Este atentă la Alex, și cu el este caldă și de susținătoare. La început, ea nu înțelege importanța carierei muzicale a fiului său. La o întâlnire cu o casă de discuri înțelege că e indispensabil pentru Alex. În al doilea sezon ea va fi însărcinată.
- Tatăl lui Alex (Diego Leoni), interpretat de Massimiliano Magrini. Ca soția lui, este foarte exigent cu Alex. Deși el inițial nu a înțeles importanța trupei fiului său, și preferă să se gândească la recompensele pe care primul său copil le va primi la facultate, după înțelege și este mândru de Alex.
- Joe Leoni, interpretat de Enrico Oetiker. Este fratele mai mare Alex, de 20 de ani. El merge la colegiu și a primit numeroase premii. El are o relație specială cu fratele său, întotdeauna îl sprijină. În al doilea sezon Alex îl va ajuta să se logodească cu Lara, colega lui, jucată de Diletta Innocenti Fagni.

### Familia lui Nicole
- Mama lui Nicole (Sara De Ponte), interpretată de Sara Ricci.
- Tatăl lui Nicole (Rick De Ponte), interpretat de Riccardo Festa.

### Familia lui Christian
- Mama lui Christian (Monica Alessi), interpretată de Linda Collini.
- Tatăl lui Christian (Igor Alessi), interpretat de Jgor Barbazza.

### Familia lui Sam
- Bunica lui Sam, Wilma, jucat de Gabriella Franchini. Ea îl iubește pe nepotul său și este mândră de el când își dă seama că participă într-o formație, și este mai curajos și întreprinzător. Ea îl urmează în tot ceea ce face, sprijinindu-l în cel mai bun mod.

### Familia Emmei
- Domnul Ferrari, tatăl Emmei (jucat de Roberto Citran) este director la Melsher Institute.

### Familia Lindei
- Victoria Williams (mama Lindei), jucată de Chiara Iezzi Cohen. Apare în al doilea sezon și va fi noul proprietar al școlii. Ea a avut o legătură cu Belli, profesor la Institutul Melsher, 15 ani mai devreme.

## Muzică
Seria are 13 piese în total (două melodii din primul sezon, cinci în al doilea și patru în al treilea, iar în film două).

### Sezonul 1
1. Muzica vorbește (Music Speaks), cântat de Sound Aloud (care va deveni Alex & Co. în al doilea sezon).
2. Tot timpul (All the While), cântat de Leonardo Cecchi și Eleonora Gaggero (Alex și Nicole).

### Sezonul 2
1. Suntem unul (We Are One), cântat de Alex & Co.
2. La fel (Likewise), cântat de Giulia Guerrini și de Federico Russo (Rebecca și Sam).
3. Incredibil (Unbelievable), cântat de Alex & Co.
4. Oh luciul meu (Oh My Gloss), cântat de Lindas (Lucrezia Di Michele, Giulia Guerrini și Asia Corvino).
5. Adevăr sau provocare (Truth or Dare), cântat de Alex & Co.

### Sezonul 3
1. Eu sunt Nobody (I Am Nobody), cântat de Leonardo Cecchi (Alex Leoni).
2. Bun venit la show-ul tău (Welcome to Your Show), cântat de Eleonora Gaggero și Beatrice Vendramn (Nicole și Emma), apoi de Alex & Co.
3. Până acum atât de aproape (So Far Yet So Close), cântat de Beatrice Vendramin și Riccardo Alemanni (Emma și Ray).
4. Magia iubirii (The Magic of Love), cântat de Leonardo Cecchi (Alex Leoni).

### Filmul
1. Eu pot vedea stelele (I Can See the Stars), cântat de Alex & Co.
2. Locul căpșunii (The Strawberry Place), cântat de Alex & Co.

### Episoadele Speciale
1. Live it up (Trăiește-o), cântat de Merissa Porter (Bakia)
2. The Universe Owes You One (Universul îți datorează), cântat de Leonardo Cecchi și Merissa Porter (Alex și Bakia)

## Transmisiunea originală
În Italia primul promo din serial a fost lansat pe 2 februarie 2015. Al doilea a fost difuzat pe 23 februarie al anului respectiv. În fiecare zi de luni a lunii martie au fost lansate două promo-uri la un moment dat, cu excepția unei luni, 20 aprilie,când anunță debutul seriei la 11 mai 2015. Primul sezon a fost difuzat până în 27 mai 2015, atunci când, după sfârșitul ultimul episod al primului sezon, a fost trimis un promo anunțând al doilea sezon.
Al doilea sezon a început, în Italia, pe 27 septembrie 2015 și s-a încheiat pe 29 noiembrie 2015.
Al 3-lea sezon a început, în Italia, pe 24 septembrie 2016 și s-a încheiat pe 18 februarie 2017
Al 4-lea sezon (special) conține 4 episoade și marchează sfârșitul serialului. El a avut premiera în Italia pe 26 iunie 2017, terminându-se pe 29 iunie 2017.
De asemenea există și un film al acestui serial, numit "Alex & Trupa: Cum să devii mare chiar dacă părinții îți pun bețe-n roate" și difuzat în cinematografele din Italia pe 24 noiembrie 2016.
În America, seria nu este transmisă.

## Audiență
Având în vedere că seria a debutat în Italia pe 11 mai 2015, el are un boom de piese de teatru. Ultimul episod al primului sezon a fost difuzat pe 27 mai 2015, și a ajuns la numărul de 250.000 telespectatori, dintre care 150.000 de copii cu vârste cuprinse între 4 și 16 ani, și 120.000 de fete cu vârsta de 8 și 16 ani.

## Transmisiuni internaționale
| Țară                                                                | Canal                           | Lansare sezon 1   | Lansare sezon 2    | Lansare sezon 3    | Titlu                 |
| ------------------------------------------------------------------- | ------------------------------- | ----------------- | ------------------ | ------------------ | --------------------- |
| Italia                                                              | Disney Channel Italia           | 11 mai 2015       | 27 septembrie 2015 | 24 septembrie 2016 | Alex & Co.            |
| Insulele Åland Suedia Norvegia Danemarca Finlanda Islanda           | Disney Channel Scandinavia      | 13 octombrie 2015 |                    |                    | Alex & Co.            |
| Polonia                                                             | Disney Channel Polonia          | 17 octombrie 2015 | 7 martie 2016      | 24 aprilie 2017    | Alex i spółka         |
| Franța                                                              | Disney Channel Franța           | 4 noiembrie 2015  | 6 aprilie 2016     | 10 aprilie 2017    | Alex & Co.            |
| Țările de Jos Belgia                                                | Disney Channel Olanda și Belgia | 22 noiembrie 2015 | 3 iulie 2016       | 2018               | Alex & Co.            |
| Spania                                                              | Disney Channel Spania           | 11 ianuarie 2016  | 12 septembrie 2016 | 20 martie 2017     | Alex & Friends        |
| România                                                             | Disney Channel România          | 1 februarie 2016  | 10 octombrie 2016  | 8 mai 2017         | Alex & trupa          |
| Bulgaria                                                            | Disney Channel Bulgaria         | 1 februarie 2016  | 10 octombrie 2016  | 8 mai 2017         | Групата на Алекс      |
| Cehia                                                               | Disney Channel Republica Cehă   | 6 februarie 2016  | 10 octombrie 2016  | 24 aprilie 2017    | Alex & spol.          |
| Slovenia                                                            | Disney Channel Republica Cehă   | 6 februarie 2016  | 10 octombrie 2016  | 24 aprilie 2017    | Alex & spol.          |
| Ungaria                                                             | Disney Channel Ungaria          | 6 februarie 2016  | 10 octombrie 2016  | 24 aprilie 2017    | Alex és bandája       |
| Grecia                                                              | Disney Channel Grecia           | 3 martie 2016     | 7 iulie 2016       | 3 aprilie 2017     | Ο Άλεξ κι η Παρέα του |
| Africa de Sud                                                       | Disney Channel Africa de Sud    | 3 martie 2016     | 7 iulie 2016       | 3 aprilie 2017     | Alex & Co.            |
| Arabia Saudită                                                      | Disney Channel Arabia Saudită   | 3 martie 2016     | 7 iulie 2016       | 3 aprilie 2017     | Alex & Co.            |
| Serbia · Croația Bosnia și Herțegovina Macedonia de Nord Muntenegru | Disney Channel Balcani          | 3 martie 2016     | 7 iulie 2016       | 3 aprilie 2017     | Alex & Co.            |
| Germania Austria Elveția Liechtenstein                              | Disney Channel Germania         | 24 aprilie 2016   | 25 iulie 2016      | 2017               | Alex & Co.            |
| Portugalia                                                          | Disney Channel Portugal         |                   |                    |                    |                       |